# Bedford Park (Illinois)
Pour les articles homonymes, voir Bedford Park.
Bedford Park est un village situé dans le comté de Cook en proche banlieue de Chicago dans l'État de l'Illinois aux États-Unis.